# Samantha Murray
Samantha Murray, född den 25 september 1989 i Preston, Storbritannien, är en brittisk idrottare inom modern femkamp.
Hon tog OS-silver i damernas moderna femkamp i samband med de olympiska tävlingarna i modern femkamp 2012 i London.